# Iron Mike Promotions
 Iron Mike Promotions (Айрон Майк Промоушенс) — американская промоутерская компания, занимающаяся организацией проведения профессиональных боксёрских поединков, основанная в 2013 году в Лос-Анджелесе, бывшим абсолютным чемпионом мира в супертяжёлом весе, Майком Тайсоном. Ранее она называлась Acquinity Sport, но Тайсону удалось убедить партнёров по бизнесу переименовать компанию с тем, чтобы дать ей новое дыхание.
У Тайсона уже есть 18 клиентов, среди которых, например, чемпион мира по версии IBF в весе до 59 кг доминиканец Архенис Мендес, экс-чемпион мира Хоан Гусман также из Доминиканы, американец Шэннон Бриггс.

## Известные боксёры компании
30 мая 2014 года Евгений Хитров подписал контракт с Iron Mike Promotions. В конце 2014 года, контракт Хитрова у Майка Тайсона перекупила компания Лу Дибеллы DiBella Entertainment.